# Daniela Mazzucca
Daniela Mazzucca (Bari, 2 settembre 1951) è una politica italiana, prima e unica donna a essere eletta sindaca di Bari.

## Biografia
Nata e residente a Bari, laureata in filosofia, ha militato politicamente nelle file del Partito Socialista Italiano, per il quale è stata segretaria provinciale dal 1987 al 1992 e componente della direzione nazionale dal 1989 al 1994.
Il 13 gennaio 1992 è stata eletta sindaca di Bari, prima donna a rivestire la massima carica comunale barese, con quarantotto consiglieri favorevoli su sessanta, e la sua giunta era sostenuta da socialisti, democristiani, socialdemocratici e liberali, dopo l'esclusione dei repubblicani.
Dal 2017 è membro della direzione nazionale del nuovo Partito Socialista Italiano. Alle elezioni politiche del 2018 è stata candidata alla Camera dei deputati nel collegio plurinominale di Bari con la lista Insieme, senza risultare eletta.
È stata anche responsabile della comunicazione del Parco tecnologico Tecnopolis e coordinatrice dei progetti di cooperazione europea per il turismo e i beni culturali della Regione Puglia.
Dal luglio 2022 ricopre la carica di presidente della Fondazione “Giuseppe Di Vagno”, sodalizio culturale con sede a Conversano (BA).